# Mistrzostwa NCAA Division II w Zapasach w 2025
Mistrzostwa NCAA Division II w zapasach w 2025 roku rozegrane zostały w Indianapolis w dniach 14–15 marca. Zawody odbyły się na terenie Hartman Arena.

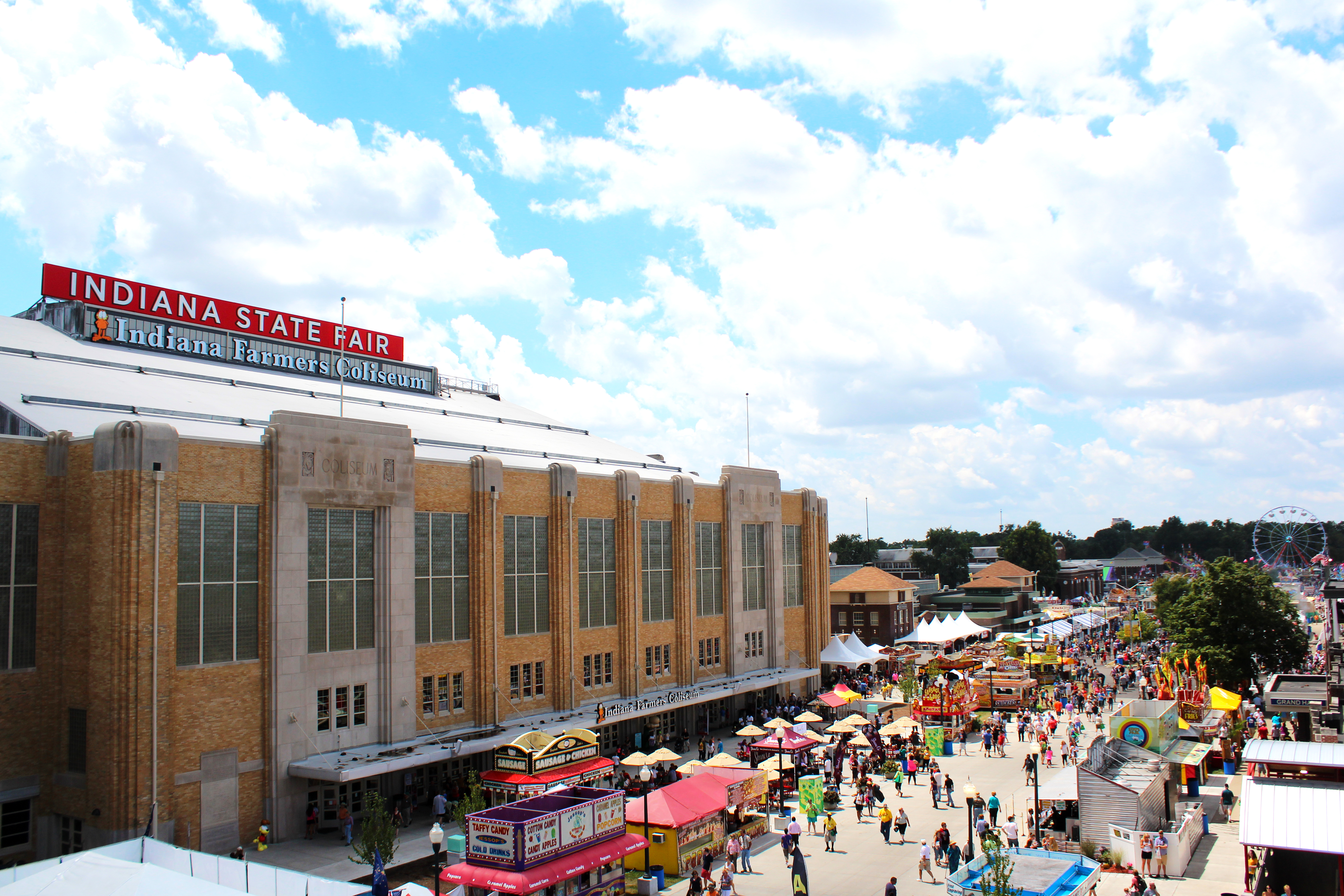
Hala

Punkty zdobyło 41 drużyn.

## Wyniki

### Drużynowo
| Kolejność | Szkoła                              | Zespół            |
| --------- | ----------------------------------- | ----------------- |
| 1.        | University of Nebraska at Kearney   | Lopers            |
| 2.        | Augustana University                | Vikings           |
| 3.        | St. Cloud State University          | Huskies           |
| 4.        | Lander University                   | Lander            |
| 5.        | University of Central Oklahoma      | Bronchos          |
| 6.        | University of Mary                  | Marauders         |
| 7.        | University of Central Missouri      | Mules and Jennies |
| 8.        | Kutztown University of Pennsylvania | Golden Bears      |

### All American

#### 125 lb
| Lp. | Zawodnik         | Szkoła                  |
| --- | ---------------- | ----------------------- |
| 1.  | Jakason Burks    | Central Missouri        |
| 2.  | Zachary Ourada   | Kearney                 |
| 3.  | Jaxson Rohman    | Augustana               |
| 4.  | Trevon Gray      | Pittsburgh at Johnstown |
| 5.  | Shane Corrigan   | Wisconsin–Parkside      |
| 6.  | Anthony Aniciete | Tiffin                  |
| 7.  | Dayson Torgerson | Colorado Mesa           |
| 8.  | Colton Drousias  | Glenville State         |

#### 133 lb
| Lp. | Zawodnik            | Szkoła           |
| --- | ------------------- | ---------------- |
| 1.  | Reece Barnhardt     | Mary             |
| 2.  | Peter Rolle         | Central Oklahoma |
| 3.  | Christian Davis     | Lander           |
| 4.  | James Anderson      | Ouachita Baptist |
| 5.  | Hector Serratos     | Kearney          |
| 6.  | Sam Spencer         | St. Cloud State  |
| 7.  | Jeremiah Echevarria | Gannon           |
| 8.  | Max Shore           | Tiffin           |

#### 141 lb
| Lp. | Zawodnik         | Szkoła              |
| --- | ---------------- | ------------------- |
| 1.  | Johnny Lopez     | San Francisco State |
| 2.  | Khyvon Grace     | West Liberty        |
| 3.  | Sean Solis       | Mary                |
| 4.  | Joseph Airola    | Kearney             |
| 5.  | Colton Stoneking | Fairmont State      |
| 6.  | Isham Peace      | Lander              |
| 7.  | Ronan Schuelke   | McKendree           |
| 8.  | Luke Kunath      | Belmont Abbey       |

#### 149 lb
| Lp. | Zawodnik        | Szkoła             |
| --- | --------------- | ------------------ |
| 1.  | Cael Larson     | Augustana          |
| 2.  | Nick James      | Kearney            |
| 3.  | Brennan Watkins | King               |
| 4.  | Dean Noble      | Western Colorado   |
| 5.  | Jackson Hoover  | Indianapolis       |
| 6.  | Chris Donathan  | Grand Valley State |
| 7.  | Joey Semerad    | McKendree          |
| 8.  | Gabriel Onorato | Glenville State    |

#### 157 lb
| Lp. | Zawodnik      | Szkoła           |
| --- | ------------- | ---------------- |
| 1.  | Gabe Johnson  | Central Oklahoma |
| 2.  | Joel Jesuroga | St. Cloud State  |
| 3.  | Aaden Valdez  | Adams State      |
| 4.  | Owen Cline    | Colorado Mesa    |
| 5.  | Caleb Meunier | MSU–Mankato      |
| 6.  | John Ridle    | Central Missouri |
| 7.  | Kaden Renner  | Mary             |
| 8.  | Casey Barnett | Tiffin           |

#### 165 lb
| Lp. | Zawodnik         | Szkoła             |
| --- | ---------------- | ------------------ |
| 1.  | David Hunsberger | Lander             |
| 2.  | Jack Haskin      | Lake Erie          |
| 3.  | Dajun Johnson    | Wisconsin–Parkside |
| 4.  | Nick Novak       | St. Cloud State    |
| 5.  | Cory Peterson    | McKendree          |
| 6.  | Jace Fisher      | Newman             |
| 7.  | Nolan Gessler    | Tiffin             |
| 8.  | Bailey Gimbor    | Kutztown           |

#### 174 lb
| Lp. | Zawodnik      | Szkoła                            |
| --- | ------------- | --------------------------------- |
| 1.  | Cole Ritter   | Maryville                         |
| 2.  | Jacobi Deal   | University of Nebraska at Kearney |
| 3.  | Drake Hayward | MSU–Mankato                       |
| 4.  | Bryce Dagel   | St. Cloud State                   |
| 5.  | Matt Ortiz    | McKendree                         |
| 6.  | Lawson Losee  | Upper Iowa                        |
| 7.  | Joshua Kenny  | Grand Valley State                |
| 8.  | Dalton Gimbor | Kutztown                          |

#### 184 lb
| Lp. | Zawodnik          | Szkoła           |
| --- | ----------------- | ---------------- |
| 1.  | Ty McGeary        | West Liberty     |
| 2.  | Keegan Gehlhausen | Chadron State    |
| 3.  | Matt Weinberg     | Kutztown         |
| 4.  | Damon Ashworth    | Central Missouri |
| 5.  | Cade Mueller      | Augustana        |
| 6.  | Garrett Wells     | Central Oklahoma |
| 7.  | Kyle Homet        | Glenville State  |
| 8.  | Jacari Deal       | Kearney          |

#### 197 lb
| Lp. | Zawodnik           | Szkoła             |
| --- | ------------------ | ------------------ |
| 1.  | Derek Blubaugh     | Indianapolis       |
| 2.  | Tereus Henry       | Fort Hays State    |
| 3.  | Jackson Kinsella   | Kearney            |
| 4.  | Max Ramberg        | Augustana          |
| 5.  | Nicholas Johnson   | Glenville State    |
| 6.  | Wyatt Miller       | Grand Valley State |
| 7.  | Marvelous Rutledge | Lander             |
| 8.  | Dominic Murphy     | St. Cloud State    |

#### 285 lb
| Lp. | Zawodnik       | Szkoła                  |
| --- | -------------- | ----------------------- |
| 1.  | Ryan Herman    | Maryville               |
| 2.  | Isaiah Vance   | Pittsburgh at Johnstown |
| 3.  | Dorian Crosby  | Gannon                  |
| 4.  | Crew Howard    | Kearney                 |
| 5.  | Freddie Retter | Kutztown                |
| 6.  | Jake Swirple   | Minot State             |
| 7.  | Tyler Doyle    | Colorado Mesa           |
| 8.  | Carter Blough  | Grand Valley State      |